# Dmîtrașkivka, Pișceanka
Dmîtrașkivka (în ucraineană Дмитрашківка) este o comună în raionul Pișceanka, regiunea Vinnița, Ucraina, formată numai din satul de reședință.

## Demografie
Componența lingvistică a satului Dmîtrașkivka
     Ucraineană (96,09%)
     Rusă (2,63%)
     Alte limbi (1,04%)
Conform recensământului din 2001, majoritatea populației satului Dmîtrașkivka era vorbitoare de ucraineană (96,09%), existând în minoritate și vorbitori de rusă (2,63%).